# Puyricard

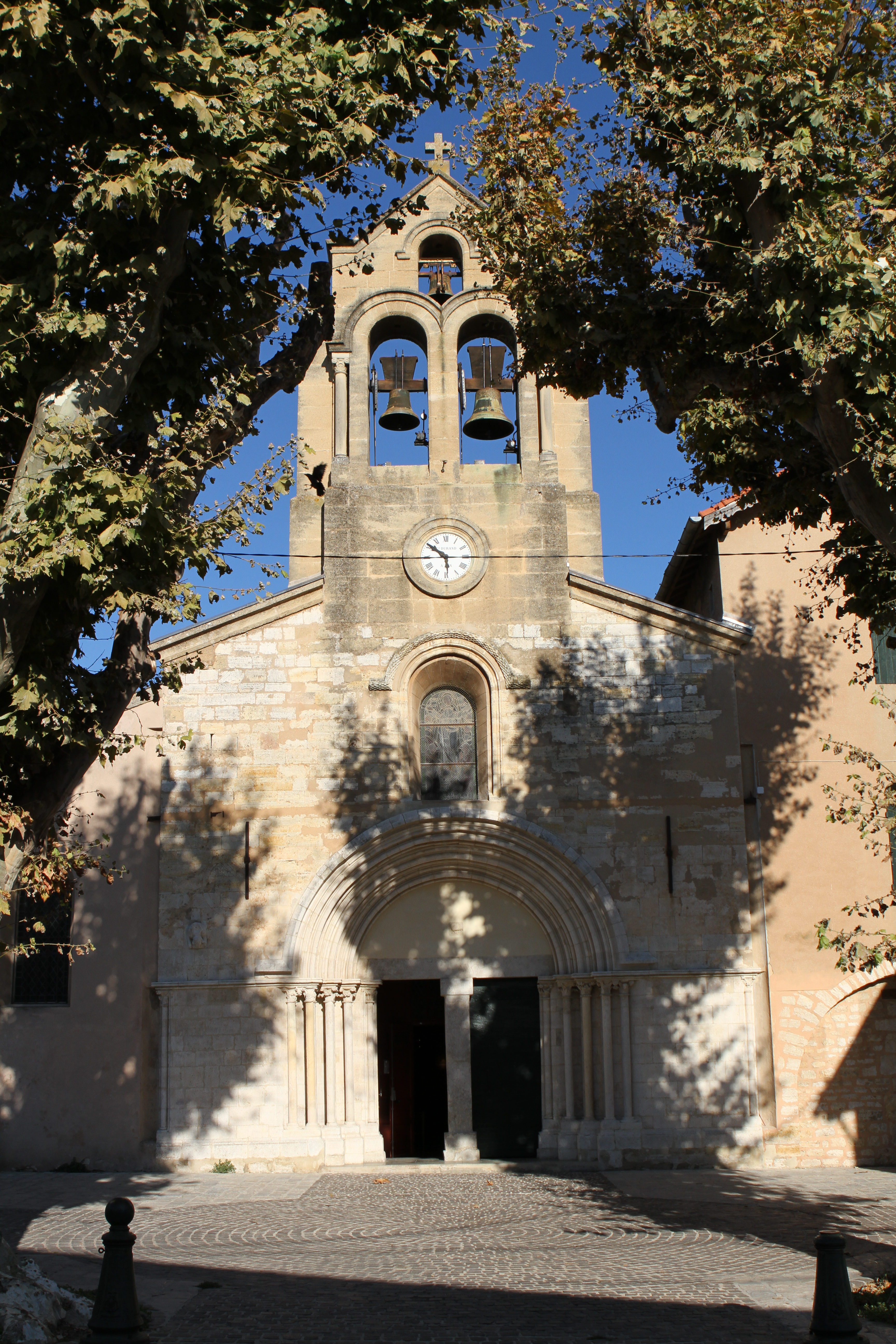
Kirche von Puyricard

Puyricard (auf provenzalisch: Puegricard) ist ein Ort in der Gemeinde Aix-en-Provence im Département Bouches-du-Rhône in der französischen Region Provence-Alpes-Côte d’Azur. Er liegt etwa 10 Kilometer nördlich des Gemeindehauptortes, der Stadt Aix-en-Provence. 

## Einwohner
Die Einwohner des Ortes werden auch Puyricardiens genannt.